# Ковнациська
Ковнациська (пол. Kownaciska) — село в Польщі, у гміні Сухожебри Седлецького повіту Мазовецького воєводства.
Населення — 294 особи (2011).
У 1975-1998 роках село належало до Седлецького воєводства.

## Демографія
Демографічна структура станом на 31 березня 2011 року:
|          | Загалом | Допрацездатний вік | Працездатний вік | Постпрацездатний вік |
| -------- | ------- | ------------------ | ---------------- | -------------------- |
| Чоловіки | 151     | 36                 | 90               | 25                   |
| Жінки    | 143     | 27                 | 74               | 42                   |
| Разом    | 294     | 63                 | 164              | 67                   |